# Länsväg 392
Länsväg 392 är en väg mellan Överkalix och Pajala, via Östra Ansvar och Korpilombolo.
Vägen är 116 km lång, och börjar vid E10. Den går tillsammans med riksväg 98 över Ängesån och Kalixälven. Därefter delar vägarna på sig och länsväg 392 följer Kalixälvens östra strand till byn Östra Ansvar, strax söder om Jockfall och Jockfallet.
Vägen lämnar nu älven och går över myrar och genom skogar mot Pajala, där den ansluter till riksväg 99. De största byarna på vägen är Teurajärvi, Korpilombolo och Ohtanajärvi. Hastighetsbegränsning är till största delen satt till 100 km/h.
Vägen har betydelse för långväga trafik. Den är lämplig för att köra till exempel Oslo–Alta eller Stockholm–Tromsø.

## Historik
Vid skyltningen 1951 hette hela sträckningen länshuvudväg 392. År 1962 blev vägen länsväg 392 och delen Överkalix - Östra Ansvar var även en del av länsväg 397. Vid Korpilombolo fanns en kort sträcka gemensam med länsväg 393.
Redan på 1890-talet fanns det en väg mellan Överkalix och Pajala, och dagens väg följer denna väg ganska exakt. Den har bara breddats och asfalterats. På några ställen har den rätats, särskilt vid Korpilombolo (cirka 1970-talet).